# Сайтама
 Тази статия е за града в Япония.  За префектурата вижте Сайтама (префектура).  
Сайтама (на японски: さいたま市) е град в югоизточна Япония, административен център на префектура Сайтама. Населението му е около 1 232 000 души (2010).
Разположен е на 13 метра надморска височина на остров Хоншу, в централната част на равнината Канто и на 24 километра северозападно от центъра на столицата Токио. Градът е създаден през 2001 година с обединяването на селищата Урава, Омийо и Йоно.
Сайтама е седалище на футболните клубове „Омия Ардиджа“ и „Урава Ред Дайъмъндс“, на чийто стадион се провеждат част от мачовете на Световното първенство през 2002 година.